# Ерне Немет
Ерне Немет (угор. Németh Ernő, нар.25 лютого 1906 — пом. 1971) — угорський футболіст, що грав на позиції воротаря.

## Життєпис
В 1928 році з «Аттілою» дійшов до фіналу Кубка Угорщини, в якому команда поступилася одному з лідерів угорського футболу  — «Ференцварошу» (1:5). В чемпіонаті «Аттіла» зайняла останнє місце і вибула у нижчу лігу. 
Немет запрошення від іншого місцевого гранда — «Хунгарії». В чемпіонському сезоні 1928/29 зіграв 10 матчів, вигравши у другій половині чемпіонату конкуренцію у двох воротарів клубу з досвідом гри у збірній Угорщини —  Йожефа Уйварі і Ференца Фехера. 
В наступному сезоні зіграв за «Хунгарію» 8 матчів в чемпіонаті і один матч у Кубку Мітропи проти австрійської Вієнни, якій клуб Немета програв у гостях 0:1.
З 1932 року виступав у Франції в клубах «Монпельє», «Реймс», «Рубе» та «Ніцца». В 1934 році одружився з француженкою, а через два роки отримав французьке громадянство. Після завершення кар'єри проживав у Ніцці. 

## Досягнення
- Чемпіон Угорщини: 1928–29
- Срібний призер Чемпіонату Угорщини: 1927–28
- Фіналіст Кубка Угорщини: 1928